# 库伦帕罗果县

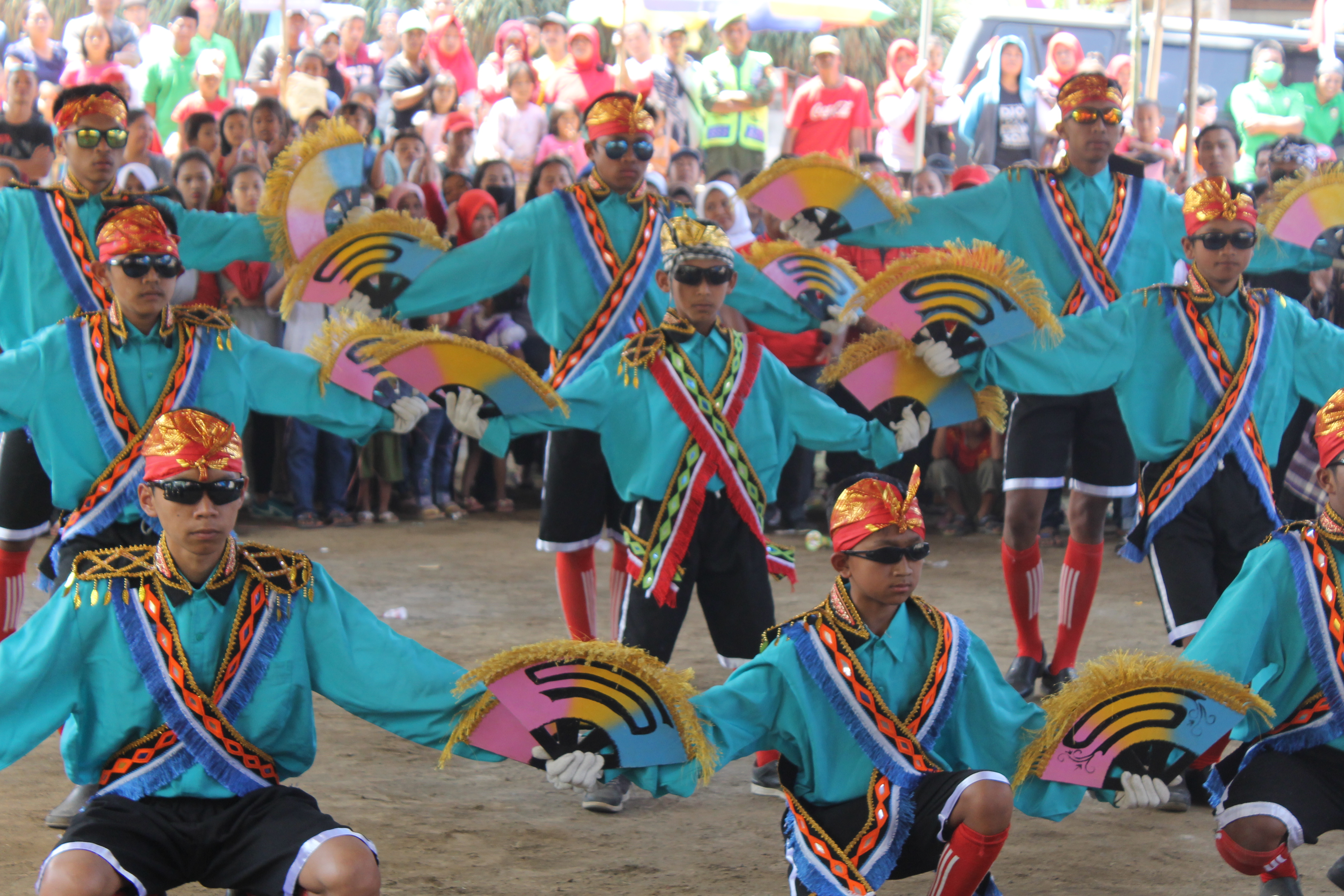
罗达特 (Rodat) ，库伦帕罗果 (Kulon Progo) 的伊斯兰舞蹈

库伦帕罗果县（發音：[ˈkulɔn ˈprɔɡɔ]，印尼語發音：[ˈkulɔn pəˈroɡo] ）位于爪哇岛，是印度尼西亚日惹特区的四个县级行政单位之一，其治所为沃茨。该县的名称源于它位于库伦帕罗果河以西（爪哇语“kulon”）、该县大部分居民从事农业工作。库伦帕罗果县周围被攻丝山环绕，辖区面积为586.27平方公里，2010年普查人口为388,755人，2020年普查人口为436,395人；截至2022年中期，官方估计人口为451,342人，其中男性223,328人，女性228,014人。

## 日惹国际机场
印度尼西亚中央政府表示，作为国际门户的日惹特区新机场将设在库伦帕罗果县，大约637公顷的预留土地用于该项目，截至2013年8月，75%的土地已被征用 。规划建设一座3250米、宽45米的跑道以及双线航站楼的机场。初步计划建设一个每年能为28架飞机、1000万名乘客提供服务的基础设施。在后续的三期扩建中，将会容纳每年多达2000万名乘客。机场规划中40%的用地属于“ Paku Alam（苏丹） ”，其余60%属于当地社区。
此外，该项目计划开通从Kedundang车站到Temon机场的列车，使用现有铁路加上4公里长的新铁路。由于新铁路的长度较短，因此在机场运营时有望顺利开通。
但当地居民一直抵制新机场的建设计划。他们称，由于该地区遭受海啸和其他自然灾害的风险很高，因此机场选址存在一些环境和安全问题。人们还担心目前在该地区以务农为生的当地居民将流离失所。